# Janine
Janine oder Jeanine ist ein weiblicher Vorname, der hauptsächlich im französischen und deutschen Sprachraum Verwendung findet.

## Herkunft und Bedeutung
Der Name ist eine Diminutivform, die auf die Namen Johanna/Johannes zurückgeht. Dieser Name ist hebräischen Ursprungs und bedeutet „der Herr ist gnädig“.
Jeanine oder Jeannine ist dabei eine Form, die von den französischen Namen Jean bzw. Jeanne stammt.
Janine kann vom slawischen Namen Jana oder Janika abgeleitet sein, als weibliche Form von Jan verstanden werden, oder auch als Form von Jane.
Auch die Ableitung aus dem Italienischen (Gianna) ist möglich, was zur Variante Giannine führt. Zu Namensträgern und Varianten des gleichfalls abgeleiteten Namens Janina/Giannina siehe dort.

## Aussprache und Schreibweisen
Aufgrund der verschiedenen Herkunftsmöglichkeiten kann der Name recht unterschiedlich ausgesprochen werden. Üblich ist bei der französischen Namensvariante Jeanine ein [⁠ʒ] und ein stummes E, die Betonung liegt auf der zweiten Silbe. Die Variante Jeannine wird hingegen (wie Gianna oder Jeanne) auf der ersten Silbe betont. Die Form Janine kann dagegen mit [⁠j] begonnen werden; das sonst stumme E kann auch als Endlaut mitklingen. 
Entsprechend gibt es neben den angesprochenen Hauptvarianten auch alternative Schreibweisen, die häufig auch weitere Hinweise zur gewünschten Aussprache geben: Janiene, Jannine, Janniene, Janniene, Jaenine, Janinne. Zudem gibt es Varianten, die ohne E-Endung geschrieben werden.

## Bekannte Namensträgerinnen

### Janin
- Janin Halisch (* 1984), deutsche Filmemacherin
- Janin Lindenberg (* 1987), deutsche Leichtathletin
- Janin Stenzel (* 1983), deutsche Schauspielerin und Sprecherin
- Janin Ullmann, geb. Reinhardt (* 1981), deutsche Schauspielerin und Moderatorin

### Janine
- Janine Andrade (1918–1997), französische Violinistin
- Janine Ast (* 1974), deutsche Volleyballspielerin
- Janine Beckie (* 1994), US-amerikanisch-kanadische Fußballspielerin
- Janine Beermann (* 1983), deutsche Lehrerin und Hockeyspielerin
- Janine Berger (* 1996), deutsche Kunstturnerin
- Janine Bubner (* 1991), deutsche Radsportlerin
- Janine Chamot (* 1983), Schweizer Fußballspielerin
- Janine Charrat (1924–2017), französische Ballerina und Choreografin
- Janine Chasseguet-Smirgel (1928–2006), französische Psychologin
- Janine Darcey (1917–1993), französische Schauspielerin
- Janine Dietrich (* 1972), deutsche Tischtennisspielerin
- Janine Flock (* 1989), österreichische Wintersportlerin
- Janine Ganser (* 1989), deutsche Fußballspielerin
- Janine Gerber (* 1974), deutsche Malerin.
- Janine di Giovanni (* 1961), US-amerikanische Reporterin und Autorin
- Janine Greiner (* 1981), Schweizer Wintersportlerin
- Janine Habeck (* 1983), deutsches Fotomodell
- Janine Hanson (* 1982), kanadische Ruderin
- Janine Hinderlich (* 1990), deutsche Volleyballspielerin
- Janine Jansen (* 1978), niederländische Violinistin
- Janine Kitzen (* 1978), niederländische Opernsängerin (Sopran)
- Janine Kohlmann (* 1990), deutsche Leichtathletin
- Janine Kunze (* 1974), deutsche Komikerin
- Janine Lindemulder (* 1968), US-amerikanische Schauspielerin und Pornodarstellerin
- Janine Micheau (1914–1976), französische Opernsängerin (Sopran)
- Janine Partzsch (* 1982), deutsche Fußballspielerin
- Janine Pommy-Vega, amerikanische Poet und Autorin
- Janine Pietsch (* 1982), deutsche Schwimmerin
- Janine Steeger (* 1976), deutsche Fernsehmoderatorin
- Janine Strahl-Oesterreich (* 1959), deutsche Fernsehmoderatorin und Autorin
- Janine Theisen (* 1980), deutsche Schauspielerin
- Janine Tippl (* 1982), deutsche Schauspielerin
- Janine Tischer (* 1984), deutsche Wintersportlerin
- Janine Turner (* 1962), US-amerikanische Schauspielerin
- Janine Urbannek (* 1988), deutsche Handballspielerin
- Janine Völker (* 1991), deutsche Volleyballspielerin
- Janine Weber (* 1991), österreichische Eishockeyspielerin
- Janine R. Wedel (* 1957), US-amerikanische Politologin und Anthropologin
- Janine Wilk (* 1977), deutsche Autorin
- Janine Wissler (* 1981), deutsche Politikerin (Die Linke)
- Janine Wulz (* 1985), österreichische Politikerin
- Janine van Wyk (* 1987), südafrikanische Fußballspielerin

### Jeanine
- Jeanine Cicognini (* 1986), Schweizer Badmintonspielerin
- Jeanine van Dalen (* 1986), niederländische Fußballspielerin
- Jeanine Deckers (1933–1985), belgische Nonne und Sängerin
- Jeanine Hennis-Plasschaert (* 1973), niederländische Politikerin (VVD)
- Jeanine Krock, deutsche Schriftstellerin
- Jeanine Mason (* 1991), US-amerikanische Schauspielerin
- Jeanine Meerapfel (* 1943), deutsch-argentinische Regisseurin
- Jeanine Sontag (1925–1944), polnisch-jüdische Widerstandskämpferin
- Jeanine Stoeten (* 1991), niederländische Volleyballspielerin
- Jeanine Rueff (1922–1999), französische Komponistin.
- Jeanine Tesori (* 1961), US-amerikanische Komponistin und Arrangeurin

### Jeannine
- Jeannine Altmeyer (* 1948), US-amerikanische Opernsängerin (Sopran)
- Jeannine Le Brun (1915–1977), deutsche Fotografin
- Jeannine Burch (* 1968), Schweizer Schauspielerin
- Jeannine Davis-Kimball (1929–2017), US-amerikanische Archäologin
- Jeannine Gaspár (* 1987), deutsche Schauspielerin
- Jeannine Gmelin (* 1990), Schweizer Ruderin
- Jeannine Gramick (* 1942), US-amerikanische Nonne
- Jeannine Michaelsen (* 1981), deutsche Schauspielerin
- Jeannine C. Oppewall (* 1946), US-amerikanische Filmarchitektin
- Jeannine Pflugradt (* 1973), deutsche Politikerin (SPD)
- Jeannine Prentner (* 1990), österreichische Tennisspielerin
- Jeannine Rösler (* 1970), deutsche Politikerin (Die Linke)
- Jeannine Rossi (* 1988), österreichische Sängerin
- Jeannine Schiller (* 1944), österreichische Medienpersönlichkeit
- Jeannine Michèle Wacker (* 1989), Schweizer Schauspielerin